# Kudokai
Le Kudokai est une organisation criminelle dont le siège est dans le quartier de Kokurakita de la ville de Kitakyushu, dans la préfecture de Fukuoka. C'est le seul groupe au Japon désigné comme un « gang dangereux », après la révision de la loi sur la prévention des actes injustifiables des groupes du crime organisé de 2012.
Les principales zones d'activité de cette organisation de yakuza sont les préfectures de Fukuoka, Yamaguchi et Nagasaki, mais ces dernières années, il a été confirmé qu'elle a également étendu son influence aux zones métropolitaines telles que Tokyo et Chiba.

## Histoire de cette organisation
À l'origine, il existait avant la deuxième guerre mondiale, une organisation de joueurs professionnels appelée « Kudo-gumi » dans la ville de Kokura, dont le fondateur s'appelait Genji Kudo.
En 1950, les membres d'une organisation rivale, les Yamaguchi-gumi poignardent à mort le frère cadet de Takaaki Kusano, successeur de Genji Kudo. Les deux bandes ont poursuivi leur affrontement, sans réconciliation possible. Le 8 décembre 1963, cette rivalité déclenche une guerre des gangs sur les berges de la rivière Murasaki à Kitakyushu. Ces affrontements entrainent plusieurs morts et une « campagne visant à bannir la violence » menée par les citoyens et la police préfectorale de Fukuoka.
Takaaki Kusano, qui a été interpelé après des évènements de la rivière Murasaki, quitte le Kudo-gumi à sa sortie de prison et fonde sa propre organisation. À partir de là, les yakusa du Kudo-gumi et Kusano entrent en conflit : des deux côtés, on dénombre des morts. Ainsi, le 23 décembre 1979, Shintaro Tanaka, chef d'un gang vassal du Kudo-gumi  est abattu dans l'appartement d'une connaissance par deux membres de l'organisation de Kusano. Jusqu'en 1980, le conflit s'intensifie.
En 1987, ces deux organisations fusionnent. Takaaki  Kusano prend les commandes du nouveau groupe.En 1999, le nom de l'organisation est changé en "Kudokai", et en 2000, Satoru Nomura prend la relève en tant que quatrième parrain. Fumio Tagami succède à Nomura en 2011.
Le 24 août 2021, le tribunal de district de Fukuoka a condamné à mort Satoru Nomura, accusé de meurtre et de violation de la loi sur la répression du crime organisé, dans quatre affaires d'attaques violentes qui auraient impliqué le Kudokai. C'est le premier cas de condamnation à mort d'un haut dirigeant d'un gang.

## Parrains successifs de l'organisation
| Génération | Parrain         | période        |
| ---------- | --------------- | -------------- |
| Un         | Genji Kudo      | Fondé - 1987   |
| deux       | Takaaki Kusano  | 1987-1990      |
| trois      | Hideo Mizoshita | 1990-2000      |
| quatre     | Satoru Nomura   | 2000-2011      |
| cinq       | Fumio Tagami    | 2011 - présent |

## Situation géographique, activités et effectifs
Le siège social de l'organisation a toujours été situé à Kokurakita- ku, dans la ville de Kitakyushu (préfecture de Fukuoka),. On pense que ses principales activités lucratives incluent l'extorsion de fonds, le trafic de drogues et le versement de pots-de-vin lors de travaux publics, ainsi que des interventions dans des transactions commerciales à priori légales. En février 2012, elle était impliquée dans le travail au noir, dans la centrale nucléaire de la préfecture de Fukui. Le Kudokai n'hésite pas par ailleurs à attaquer violemment les individus qui s'en prennent à ses intérêts qu'il s'agisse de simples citoyens ou de personnalités politiques ou du monde des affaires.
Selon un rapport de la police préfectorale de Fukuoka, l'effectif total de cette organisation, y compris les membres des groupes affiliés, était de 1 020 fin 2011, 810 fin 2015. Le département du Trésor des États-Unis en a signalé environ 950 à la mi-2014. Selon l'Asahi Shimbun du 10 septembre 2019, la moitié des 300 membres du gang étaient en détention ou purgeaient une peine de prison. En 2020, la police japonaise estimait que les effectifs étaient descendu à 200 personnes.